# 习近平经济思想
习近平经济思想，是中国共产党总书记习近平治理经济的理念，属于习近平新时代中国特色社会主义思想的一部分。

## 历史
2013年12月1日，顾海良在《人民论坛》发表题为《习近平经济思想的视界——从十八届三中全会看总书记经济思想》的文章。2016年1月1日，胡鞍钢和杨竺松在《人民论坛》发表题为《习近平经济思想：当代马克思主义政治经济学的重大创新》的文章。
2016年3月12日，新华社旗下新华视点发文称，习近平政治经济学体现在八个方面，这八个方面的关键词为“以人民为中心”、“全面小康”、“基本经济制度”、“新发展理念”、“‘两手’论”、“新常态”、“供给侧”、“开放型经济”等。
2017年12月18日，中央经济工作会议第一次提出“习近平新时代中国特色社会主义经济思想”。
2020年8月15日，《求是》第16期刊登作者为习近平的文章《不断开拓当代中国马克思主义政治经济学新境界》，此为2015年11月23日习近平在中共中央政治局第二十八次集体学习时的讲话，提出“坚持以人民为中心的发展思想”“坚持新的发展理念”“坚持和完善社会主义基本经济制度”“坚持和完善社会主义基本分配制度”“坚持社会主义市场经济改革方向”“坚持对外开放基本国策”等要点。
2022年1月18日，中共中央批准在国家发展改革委成立习近平经济思想研究中心，主办《习近平经济思想研究》期刊。2022年，《习近平经济思想学习纲要》由人民出版社、学习出版社联合出版。

## 批評和爭議
2020年以來，習近平當局加強對民營企業的管控，部份公司面臨巨大營運困難，包括恆大債務危機等問題出現，這些監管政策再次引發了外界對於「國進民退」發展趨勢的討論。自2021年下半年起，习近平当局持续推行清零政策应对新冠疫情，使中国经济处于半衰退状态，最终在2022年底中国多地爆发“白纸运动”。
習近平親自主導的「房住不炒」政策導致中國房地產行業持續低迷，嚴重拖累中國經濟增長，他在2024年9月召開的中共中央政治局會議上宣布降低存款準備率，實施有力度的降息，促進中國房地產市場止跌回穩，推翻原來的政策。
習近平推行的「雙減政策」嚴重打擊中國私人教育行業，影響中國經濟發展，中國政府在2024年逐步放寬對私人輔導機構的監管，以此增加就業機會減低失業率。